# Lijst van wereldrecords atletiek

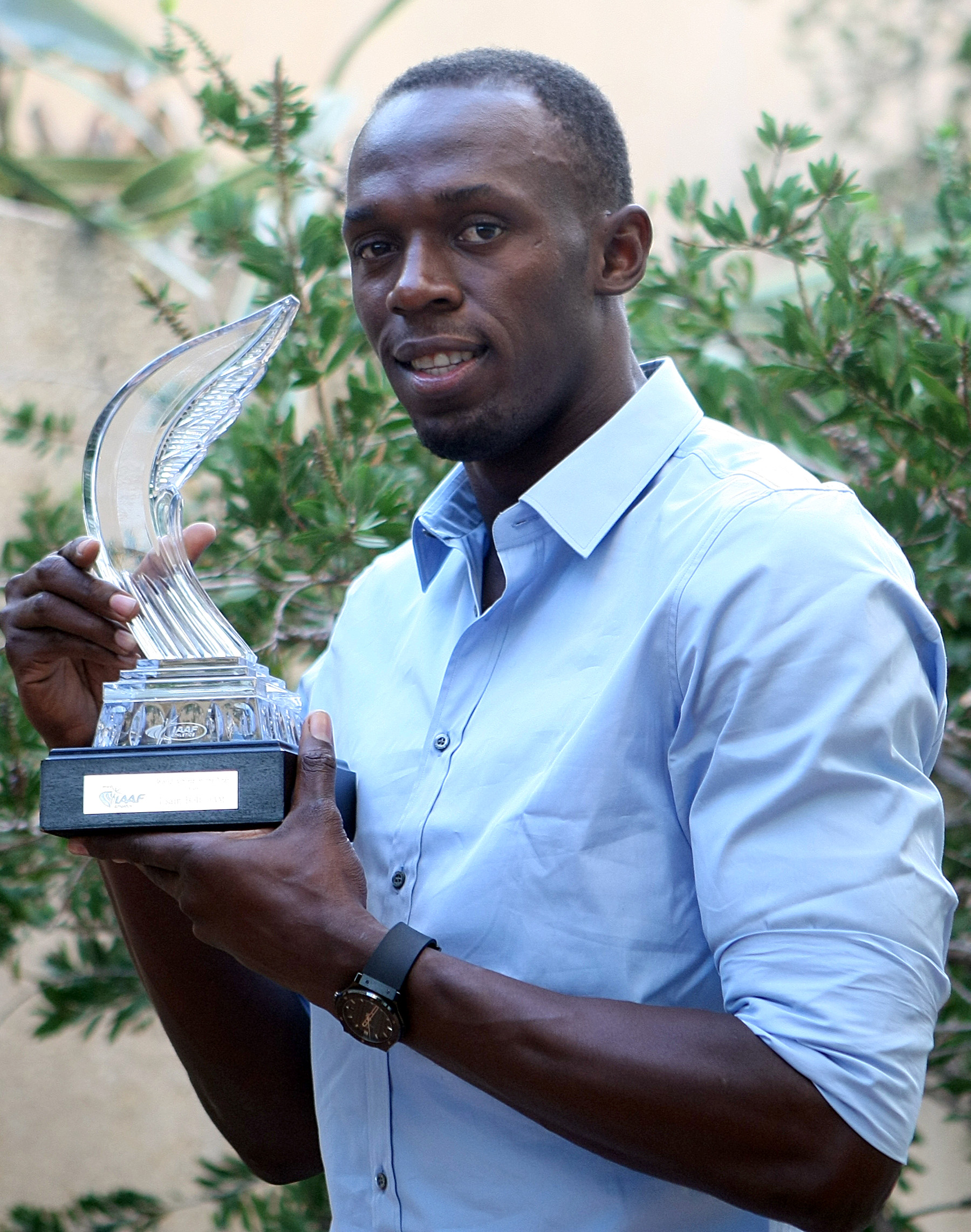
Usain Bolt uit Jamaica, sinds 31 mei 2008 wereldrecordhouder op de 100 m.

In dit artikel worden de wereldrecords van de atletieksport behandeld.

## Outdoor

### Hardlopen (baan)
| Onderdeel                | Record       | Persoon                                                                       | Nationaliteit                  | Datum             | Plaats         |
| ------------------------ | ------------ | ----------------------------------------------------------------------------- | ------------------------------ | ----------------- | -------------- |
| Mannen                   |              |                                                                               |                                |                   |                |
| 100 m                    | 9,58 s       | Usain Bolt                                                                    | Jamaica                        | 16 augustus 2009  | Berlijn        |
| 200 m                    | 19,19 s      | Usain Bolt                                                                    | Jamaica                        | 20 augustus 2009  | Berlijn        |
| 400 m                    | 43,03 s      | Wayde van Niekerk                                                             | Zuid-Afrika                    | 14 augustus 2016  | Rio de Janeiro |
| 800 m                    | 1.40,91      | David Rudisha                                                                 | Kenia                          | 9 augustus 2012   | Londen         |
| 1000 m                   | 2.11,96      | Noah Ngeny                                                                    | Kenia                          | 5 september 1999  | Rieti          |
| 1500 m                   | 3.26,00      | Hicham El Guerrouj                                                            | Marokko                        | 14 juli 1998      | Rome           |
| 1 mijl                   | 3.43,13      | Hicham El Guerrouj                                                            | Marokko                        | 7 juli 1999       | Rome           |
| 2000 m                   | 4.43,13      | Jakob Ingebrigtsen                                                            | Noorwegen                      | 8 september 2023  | Brussel        |
| 3000 m                   | 7.17,55      | Jakob Ingebrigtsen                                                            | Noorwegen                      | 25 augustus 2024  | Chorzów        |
| 5000 m                   | 12.35,36     | Joshua Cheptegei                                                              | Oeganda                        | 14 augustus 2020  | Monaco         |
| 10.000 m                 | 26.11,00     | Joshua Cheptegei                                                              | Oeganda                        | 7 oktober 2020    | Valencia       |
| 20.000 m                 | 56.20,02     | Bashir Abdi                                                                   | België                         | 4 september 2020  | Brussel        |
| 25.000 m                 | 1:12.25,4    | Moses Mosop                                                                   | Kenia                          | 3 juni 2011       | Eugene         |
| 30.000 m                 | 1:26.47,4    | Moses Mosop                                                                   | Kenia                          | 3 juni 2011       | Eugene         |
| Uurloop                  | 21,330 km    | Mo Farah                                                                      | Verenigd Koninkrijk            | 4 september 2020  | Brussel        |
| 4 × 100 m estafette      | 36,84 s      | Nesta Carter, Michael Frater, Yohan Blake, Usain Bolt                         | Jamaica                        | 11 augustus 2012  | Londen         |
| 4 × 200 m estafette      | 1.18,63      | Nickel Ashmeade, Warren Weir, Jermaine Brown, Yohan Blake                     | Jamaica                        | 24 mei 2014       | Nassau         |
| 4 × 400 m estafette      | 2.54,29      | Andrew Valmon, Quincy Watts, Butch Reynolds, Michael Johnson                  | Verenigde Staten               | 22 augustus 1993  | Stuttgart      |
| 4 × 800 m estafette      | 7.02,43      | Joseph Mutua, William Yiampoy, Ismael Kombich, Wilfred Bungei                 | Kenia                          | 25 augustus 2006  | Brussel        |
| gemengde afst. estafette | 9.15,50      | Kyle Merber, Brycen Spratling, Brandon Johnson, Ben Blankenship               | Verenigde Staten               | 3 mei 2015        | Nassau         |
| 4 × 1500 m estafette     | 14.22,22     | Collins Cheboi, Silas Kiplagat, James Kiplagat Magut, Asbel Kiprop            | Kenia                          | 25 mei 2014       | Nassau         |
| Vrouwen                  |              |                                                                               |                                |                   |                |
| 100 m                    | 10,49 s      | Florence Griffith-Joyner                                                      | Verenigde Staten               | 16 juli 1988      | Indianapolis   |
| 200 m                    | 21,34 s      | Florence Griffith-Joyner                                                      | Verenigde Staten               | 29 september 1988 | Seoel          |
| 400 m                    | 47,60 s      | Marita Koch                                                                   | Duitse Democratische Republiek | 6 oktober 1985    | Canberra       |
| 800 m                    | 1.53,28      | Jarmila Kratochvílová                                                         | Tsjecho-Slowakije              | 26 juli 1983      | München        |
| 1000 m                   | 2.28,98      | Svetlana Masterkova                                                           | Rusland                        | 23 augustus 1996  | Brussel        |
| 1500 m                   | 3.48,68 *    | Faith Kipyegon                                                                | Kenia                          | 5 juli 2025       | Eugene         |
| 1 mijl                   | 4.07,46      | Faith Kipyegon                                                                | Kenia                          | 21 juli 2023      | Monaco         |
| 2000 m                   | 5.19,70      | Jessica Hull                                                                  | Australië                      | 12 juli 2024      | Monaco         |
| 3000 m                   | 8.06,11      | Wang Junxia                                                                   | China                          | 13 september 1993 | Peking         |
| 2 mijl                   | 8.58,58      | Meseret Defar                                                                 | Ethiopië                       | 14 september 2007 | Brussel        |
| 5000 m                   | 13.58,06 *   | Beatrice Chebet                                                               | Kenia                          | 5 juli 2025       | Eugene         |
| 10.000 m                 | 28.54,14     | Beatrice Chebet                                                               | Kenia                          | 25 mei 2024       | Eugene         |
| 15.000 m                 | 46.28        | Tirunesh Dibaba                                                               | Ethiopië                       | 15 november 2009  | Nijmegen       |
| 20.000 m                 | 1:05.26,6    | Tegla Loroupe                                                                 | Kenia                          | 3 september 2000  | Borgholzhausen |
| Uurloop                  | 18,930 km    | Sifan Hassan                                                                  | Nederland                      | 4 september 2020  | Brussel        |
| 4 × 100 m estafette      | 40,82 s      | Tianna Madison Allyson Felix Bianca Knight Carmelita Jeter                    | Verenigde Staten               | 10 augustus 2012  | Londen         |
| 4 × 200 m estafette      | 1.27,46      | LaTasha Jenkins, LaTasha Colander-Richardson, Nanceen Perry, Marion Jones     | Verenigde Staten               | 29 april 2000     | Philadelphia   |
| 4 × 400 m estafette      | 3.15,17      | Tatjana Ledovskaja, Olga Nazarova, Maria Pinigina, Olga Bryzgina              | Sovjet-Unie                    | 1 oktober 1988    | Seoel          |
| 4 × 800 m estafette      | 7.50,17      | Nadezjda Olizarenko, Ljoebov Goerina, Ljoedmila Borisova, Irina Podjalovskaja | Sovjet-Unie                    | 5 augustus 1984   | Moskou         |
| gemengde afst. estafette | 10.33,85 i * | Heather MacLean, Kendall Ellis, Roisin Willis, Elle Purrier St. Pierre        | Verenigde Staten               | 15 april 2022     | Boston         |
| 4 × 1500 m estafette     | 16.33,58     | Mercy Cherono, Faith Kipyegon, Irene Jelagat, Hellen Obiri                    | Kenia                          | 24 mei 2014       | Nassau         |
| Gemengd                  |              |                                                                               |                                |                   |                |
| 4 × 400 m estafette      | 3.07,41      | Vernon Norwood Shamier Little Bryce Deadmon Kaylyn Brown                      | Verenigde Staten               | 2 augustus 2024   | Parijs         |

* Moet nog worden geratificeerd door World Athletics.

### Hardlopen (weg)
| Onderdeel                      | Record                                                                                      | Persoon | Nationaliteit       | Datum             | Plaats         |
| ------------------------------ | ------------------------------------------------------------------------------------------- | --- | ------------------- | ----------------- | -------------- |
| Mannen                         |                                                                                             | |                     |                   |                |
| 1 Engelse mijl                 | 3.51,3                                                                                      | Elliot Giles                                                                                                | Verenigd Koninkrijk | 1 september 2024  | Düsseldorf     |
| 5 km                           | 12.49                                                                                       | Berihu Aregawi                                                                                              | Ethiopië            | 31 december 2021  | Barcelona      |
| 10 km                          | 26.33                                                                                       | Berihu Aregawi                                                                                              | Ethiopië            | 11 maart 2023     | Laredo         |
| 15 km                          | 41.05                                                                                       | Joshua Cheptegei                                                                                            | Oeganda             | 18 november 2018  | Nijmegen       |
| 20 km                          | 55.21                                                                                       | Zersenay Tadese                                                                                             | Eritrea             | 21 maart 2010     | Lissabon       |
| Halve marathon                 | 56.42 *                                                                                     | Jacob Kiplimo                                                                                               | Oeganda             | 16 februari 2025  | Barcelona      |
| 25 km                          | 1:11.18                                                                                     | Dennis Kimetto                                                                                              | Kenia               | 6 mei 2012        | Berlijn        |
| 30 km                          | 1:26.45                                                                                     | Eliud Kipchoge                                                                                              | Kenia               | 16 september 2018 | Berlijn        |
| Marathon                       | 2:00.35                                                                                     | Kelvin Kiptum                                                                                               | Kenia               | 8 oktober 2023    | Chicago        |
| 50 km                          | 2:38.43                                                                                     | CJ Albertson                                                                                                | Verenigde Staten    | 8 oktober 2022    | San Francisco  |
| 100 km                         | 6:05.35                                                                                     | Aleksandr Sorokin                                                                                           | Litouwen            | 14 mei 2023       | Vilnius        |
| Ekiden                         | 1:57.06 13.24 (5 km) 27.12 (10 km) 13.59 (5 km) 27.56 (10 km) 14.36 (5 km) 19.59 (7,195 km) | Keniaanse ploeg: Josephat Ndambiri Martin Mathathi Daniel Mwangi Mekubo Mogusu Onesmus Nyerere John Kariuki | Kenia               | 23 november 2005  | Chiba          |
| Vrouwen (gemengde wedstrijden) |                                                                                             | |                     |                   |                |
| 5 km                           | 14.19                                                                                       | Ejgayehu Taye                                                                                               | Ethiopië            | 31 december 2021  | Barcelona      |
| 10 km                          | 28.46                                                                                       | Agnes Ngetich                                                                                               | Kenia               | 14 januari 2024   | Valencia       |
| 15 km                          | 45.40                                                                                       | Joyciline Jepkosgei                                                                                         | Kenia               | 1 april 2017      | Praag          |
| 20 km                          | 1:01.25                                                                                     | Joyciline Jepkosgei                                                                                         | Kenia               | 1 april 2017      | Praag          |
| Halve marathon                 | 1:02.52                                                                                     | Letesenbet Gidey                                                                                            | Ethiopië            | 24 oktober 2021   | Valencia       |
| 25 km                          | 1:19.53                                                                                     | Mary Keitany                                                                                                | Kenia               | 9 mei 2010        | Berlijn        |
| 30 km                          | 1:36.05                                                                                     | Mary Keitany                                                                                                | Kenia               | 23 april 2017     | Londen         |
| Marathon                       | 2:09.56                                                                                     | Ruth Chepngetich                                                                                            | Kenia               | 13 oktober 2024   | Chicago        |
| 50 km                          | 2:59.54                                                                                     | Desiree Linden                                                                                              | Verenigde Staten    | 13 april 2021     | Dorena Lake    |
| 100 km                         | 6:33.11                                                                                     | Tomoe Abe                                                                                                   | Japan               | 25 juni 2000      | Tokoro         |
| Ekiden                         | 2:11.41 15.42 (5 km) 31.36 (10 km) 15.16 (5 km) 31.01 (10 km) 15.50 (5 km) 22.16 (7,195 km) | Chinese ploeg Jiang Bo Dong Yanmei Zhao Fengting Ma Zaijie Lan Lixin Lin Na                                 | China               | 28 februari 1998  | Peking         |
| Vrouwen (vrouwenwedstrijden)   |                                                                                             | |                     |                   |                |
| 1 Engelse mijl                 | 4.20,98                                                                                     | Diribe Welteij                                                                                              | Ethiopië            | 1 oktober 2023    | Riga           |
| 5 km                           | 13.54                                                                                       | Beatrice Chebet                                                                                             | Kenia               | 31 december 2024  | Barcelona      |
| 10 km                          | 29.27 *                                                                                     | Agnes Ngetich                                                                                               | Kenia               | 26 april 2025     | Herzogenaurach |
| 15 km                          | 46.59                                                                                       | Lornah Kiplagat                                                                                             | Nederland           | 14 oktober 2007   | Udine          |
| 20 km                          | 1:02.57                                                                                     | Lornah Kiplagat                                                                                             | Nederland           | 14 oktober 2007   | Udine          |
| Halve marathon                 | 1:05.16                                                                                     | Peres Chepchirchir                                                                                          | Kenia               | 17 oktober 2020   | Gdynia         |
| 25 km                          | 1:22.47                                                                                     | Paula Radcliffe                                                                                             | Verenigd Koninkrijk | 14 augustus 2005  | Helsinki       |
| Marathon                       | 2:15.49 *                                                                                   | Tigst Assefa                                                                                                | Ethiopië            | 27 april 2025     | Londen         |
| 50 km                          | 3:00.30                                                                                     | Emane Seifu                                                                                                 | Ethiopië            | 23 februari 2023  | Gqeberha       |

* Moet nog worden geratificeerd door World Athletics.

### Horden
| Onderdeel      | Record  | Persoon            | Nationaliteit    | Datum            | Plaats  |
| -------------- | ------- | ------------------ | ---------------- | ---------------- | ------- |
| Mannen         |         |                    |                  |                  |         |
| 110 m horden   | 12,80 s | Aries Merritt      | Verenigde Staten | 7 september 2012 | Brussel |
| 400 m horden   | 45,94 s | Karsten Warholm    | Noorwegen        | 3 augustus 2021  | Tokio   |
| 3000 m steeple | 7.52,11 | Lamecha Girma      | Ethiopië         | 9 juni 2023      | Parijs  |
| Vrouwen        |         |                    |                  |                  |         |
| 100 m horden   | 12,12 s | Tobi Amusan        | Nigeria          | 24 juli 2022     | Eugene  |
| 400 m horden   | 50,37 s | Sydney McLaughlin  | Verenigde Staten | 8 augustus 2024  | Parijs  |
| 3000 m steeple | 8.44,32 | Beatrice Chepkoech | Kenia            | 20 juli 2018     | Monaco  |

### Springen
| Onderdeel            | Record      | Persoon               | Nationaliteit       | Datum            | Plaats    |
| -------------------- | ----------- | --------------------- | ------------------- | ---------------- | --------- |
| Mannen               |             |                       |                     |                  |           |
| Hoogspringen         | 2,45 m      | Javier Sotomayor      | Cuba                | 27 juli 1993     | Salamanca |
| Polsstokhoogspringen | 6,29 m *    | Armand Duplantis      | Zweden              | 12 augustus 2025 | Boedapest |
| Verspringen          | 8,95 m      | Mike Powell           | Verenigde Staten    | 30 augustus 1991 | Tokio     |
| Hink-stap-springen   | 18,29 m     | Jonathan Edwards      | Verenigd Koninkrijk | 7 augustus 1995  | Göteborg  |
| Vrouwen              |             |                       |                     |                  |           |
| Hoogspringen         | 2,10 m      | Jaroslava Mahoetsjich | Oekraïne            | 7 juli 2024      | Parijs    |
| Polsstokhoogspringen | 5,06 m      | Jelena Isinbajeva     | Rusland             | 28 augustus 2009 | Zürich    |
| Verspringen          | 7,52 m      | Galina Tsjistjakova   | Sovjet-Unie         | 11 juni 1988     | Leningrad |
| Hink-stap-springen   | 15,74 m (i) | Yulimar Rojas         | Venezuela           | 20 maart 2022    | Belgrado  |

* Moet nog worden geratificeerd door World Athletics.

i = indoor gesprongen

### Werpen
| Onderdeel      | Record  | Persoon            | Nationaliteit                  | Datum             | Plaats         |
| -------------- | ------- | ------------------ | ------------------------------ | ----------------- | -------------- |
| Mannen         |         |                    |                                |                   |                |
| Kogelstoten    | 23,56   | Ryan Crouser       | Verenigde Staten               | 27 mei 2023       | Los Angeles    |
| Discuswerpen   | 75,56 * | Mykolas Alekna     | Litouwen                       | 13 april 2025     | Ramona         |
| Kogelslingeren | 86,74   | Joeri Sedych       | Sovjet-Unie                    | 30 augustus 1986  | Stuttgart      |
| Speerwerpen    | 98,48   | Jan Železný        | Tsjechië                       | 25 mei 1996       | Jena           |
| Vrouwen        |         |                    |                                |                   |                |
| Kogelstoten    | 22,63   | Natalja Lisovskaja | Sovjet-Unie                    | 7 juni 1987       | Moskou         |
| Discuswerpen   | 76,80   | Gabriele Reinsch   | Duitse Democratische Republiek | 9 juli 1988       | Neubrandenburg |
| Kogelslingeren | 82,98   | Anita Włodarczyk   | Polen                          | 28 augustus 2016  | Warschau       |
| Speerwerpen    | 72,28   | Barbora Špotáková  | Tsjechië                       | 13 september 2008 | Stuttgart      |

* Moet nog worden geratificeerd door World Athletics.

### Meerkamp
| Onderdeel | Record      | Persoon              | Nationaliteit    | Datum                | Plaats   |
| --- | ----------- | -------------------- | ---------------- | -------------------- | -------- |
| Mannen |             |                      |                  |                      |          |
| tienkamp | 9126 punten | Kévin Mayer          | Frankrijk        | 15/16 september 2018 | Talence  |
| 10,55 (+0,3 m/s) (100 m), 7,80 m (+1,2 m/s) (verspringen), 16,00 m (kogelstoten), 2,05 m (hoogspringen), 48,42 (400 m), 13,75 (−1,1 m/s) (110 m horden) , 50,54 m (discus), 5,45 m (polsstok), 71,90 m (speer), 4.36,11 (1500 m) |             |                      |                  |                      |          |
| Vrouwen |             |                      |                  |                      |          |
| zevenkamp | 7291 punten | Jackie Joyner-Kersee | Verenigde Staten | 24 september 1988    | Seoel    |
| 12,69 (+0,5 m/s) (100 m horden), 1,86 m (hoogspringen), 15,80 m (kogelstoten), 22,56 (+1,6 m/s) (200 m), 7,27 m (+0,7 m/s) (verspringen), 45,66 m (speer), 2.08,51 (800 m)                                                       |             |                      |                  |                      |          |
| tienkamp | 8358 punten | Austra Skujytė       | Litouwen         | 15 april 2005        | Columbia |
| 12,49 (100 m), 46,19 m (discus), 3,10 m (polsstok), 48,78 m (speer), 57,19 (400 m), 14,22 (100 m horden), 6,12 m (verspringen), 16.42 m (kogelstoten), 1.78 m (hoogspringen), 5.15,86 (1500 m)                                   |             |                      |                  |                      |          |

### Snelwandelen
| Onderdeel             | Record    | Persoon             | Nationaliteit | Datum            | Plaats    |
| --------------------- | --------- | ------------------- | ------------- | ---------------- | --------- |
| Mannen                |           |                     |               |                  |           |
| 20.000 m snelwandelen | 1:17.25,6 | Bernardo Segura     | Mexico        | 7 mei 1994       | Bergen    |
| 20 km snelwandelen    | 1:16.10   | Toshikazu Yamanishi | Japan         | 16 februari 2025 | Kobe      |
| 30.000 m snelwandelen | 2:01.44,1 | Maurizio Damilano   | Italië        | 3 oktober 1992   | Cuneo     |
| 35 km snelwandelen    | 2:20.43 * | Massimo Stano       | Italië        | 18 mei 2025      | Poděbrady |
| 50.000 m snelwandelen | 3:35.27   | Yohann Diniz        | Frankrijk     | 12 maart 2011    | Reims     |
| 50 km snelwandelen    | 3:32.33   | Yohann Diniz        | Frankrijk     | 15 augustus 2014 | Zürich    |
| Vrouwen               |           |                     |               |                  |           |
| 10.000 m snelwandelen | 41.56,23  | Nadezjda Rjasjkina  | Sovjet-Unie   | 24 juli 1990     | Seattle   |
| 20.000 m snelwandelen | 1:26.52,3 | Olimpiada Ivanova   | Rusland       | 6 september 2001 | Brisbane  |
| 20 km snelwandelen    | 1:23.49   | Yang Jiayu          | China         | 20 maart 2021    | Huangshan |
| 35 km snelwandelen    | 2:37.15   | Maria Pérez         | Spanje        | 21 mei 2023      | Poděbrady |
| 50 km snelwandelen    | 3:59.15   | Liu Hong            | China         | 9 maart 2019     | Huangshan |

* Moet nog worden geratificeerd door World Athletics.

## Indoor

### Hardlopen
| Onderdeel           | Record    | Persoon                                                                                     | Nationaliteit           | Datum                            | Plaats           |
| ------------------- | --------- | ------------------------------------------------------------------------------------------- | ----------------------- | -------------------------------- | ---------------- |
| Mannen              |           |                                                                                             |                         |                                  |                  |
| 50 m                | 5,56 s    | Donovan Bailey Maurice Greene                                                               | Canada Verenigde Staten | 9 februari 1996 14 februari 1999 | Reno Los Angeles |
| 60 m                | 6,34 s    | Christian Coleman                                                                           | Verenigde Staten        | 18 februari 2018                 | Albuquerque      |
| 200 m               | 19,92 s   | Frankie Fredericks                                                                          | Namibië                 | 18 februari 1996                 | Liévin           |
| 400 m               | 44,49 s * | Christopher Morales-Williams                                                                | Canada                  | 24 februari 2024                 | Fayetteville     |
| 800 m               | 1.42,67   | Wilson Kipketer                                                                             | Denemarken              | 9 maart 1997                     | Parijs           |
| 1000 m              | 2.14,20   | Ayanleh Souleiman                                                                           | Djibouti                | 17 februari 2016                 | Stockholm        |
| 1500 m              | 3.29,63   | Jakob Ingebrigtsen                                                                          | Noorwegen               | 13 februari 2025                 | Liévin           |
| 1 mijl              | 3.45,14   | Jakob Ingebrigtsen                                                                          | Noorwegen               | 13 februari 2025                 | Liévin           |
| 3000 m              | 7.22,91   | Grant Fisher                                                                                | Verenigde Staten        | 8 februari 2025                  | New York         |
| 2 mijl              | 8.03,40 * | Mo Farah                                                                                    | Verenigd Koninkrijk     | 21 februari 2015                 | Birmingham       |
| 5000 m              | 12.44,09* | Grant Fisher                                                                                | Verenigde Staten        | 14 februari 2025                 | Boston           |
| 4 × 200 m estafette | 1.22,11   | Brits team: Linford Christie Darren Braithwaite Ade Mafe John Regis                         | Verenigd Koninkrijk     | 3 maart 1991                     | Glasgow          |
| 4 × 400 m estafette | 3.01,51   | Team Houston: Amir Lattin Obi Igbokwe Jermaine Holt Kahmari Montgomery                      | Verenigde Staten        | 9 februari 2019                  | Clemson          |
| 4 × 800 m estafette | 7.11,30   | Amerikaans team: Joe McCasey Chris Giesting Kyle Merber Jesse Garn                          | Verenigde Staten        | 25 februari 2018                 | Boston           |
| Vrouwen             |           |                                                                                             |                         |                                  |                  |
| 60 m                | 6,92 s    | Irina Privalova                                                                             | Rusland                 | 11 februari 1993 9 februari 1995 | Madrid           |
| 200 m               | 21,87 s   | Merlene Ottey                                                                               | Jamaica                 | 13 februari 1993                 | Liévin           |
| 400 m               | 49,17 s   | Femke Bol                                                                                   | Nederland               | 2 maart 2024                     | Glasgow          |
| 800 m               | 1.55,82   | Jolanda Čeplak                                                                              | Slovenië                | 3 maart 2002                     | Wenen            |
| 1000 m              | 2.30,94   | Maria Mutola                                                                                | Mozambique              | 25 februari 1999                 | Stockholm        |
| 1500 m              | 3.53,09   | Gudaf Tsegay                                                                                | Ethiopië                | 9 februari 2021                  | Liévin           |
| 1 mijl              | 4.13,31   | Genzebe Dibaba                                                                              | Ethiopië                | 17 februari 2016                 | Stockholm        |
| 3000 m              | 8.16,60   | Genzebe Dibaba                                                                              | Ethiopië                | 6 februari 2014                  | Stockholm        |
| 2 mijl              | 9.00,48 * | Genzebe Dibaba                                                                              | Ethiopië                | 15 februari 2014                 | Birmingham       |
| 5000 m              | 14.18,86  | Genzebe Dibaba                                                                              | Ethiopië                | 19 februari 2015                 | Stockholm        |
| 4 × 200 m estafette | 1.32,41   | Russisch team: Jekaterina Kondratjeva Irina Chabarova Joelia Petsjonkina Joelia Goesjtsjina | Rusland                 | 29 januari 2005                  | Glasgow          |
| 4 × 400 m estafette | 3.23,37   | Russisch team: Joelia Goesjtsjina Olga Kotljarova Olga Zajtseva Olesja Forsjeva             | Rusland                 | 28 januari 2006                  | Glasgow          |
| 4 × 800 m estafette | 8.05,89   | Amerikaans team: Chrishuna Williams Raevyn Rogers Charlene Lipsey Ajeé Wilson               | Verenigde Staten        | 3 februari 2018                  | New York         |

* Moet nog worden geratificeerd door World Athletics

### Horden
| Onderdeel   | Record | Persoon          | Nationaliteit    | Datum            | Plaats      |
| ----------- | ------ | ---------------- | ---------------- | ---------------- | ----------- |
| Mannen      |        |                  |                  |                  |             |
| 60 m horden | 7,27   | Grant Holloway   | Verenigde Staten | 16 februari 2024 | Albuquerque |
| Vrouwen     |        |                  |                  |                  |             |
| 60 m horden | 7,65   | Devynne Charlton | Bahama's         | 3 maart 2024     | Glasgow     |

### Springen
| Onderdeel            | Record  | Persoon              | Nationaliteit                  | Datum            | Plaats           |
| -------------------- | ------- | -------------------- | ------------------------------ | ---------------- | ---------------- |
| Mannen               |         |                      |                                |                  |                  |
| Hoogspringen         | 2,43 m  | Javier Sotomayor     | Cuba                           | 4 maart 1989     | Boedapest        |
| Polsstokhoogspringen | 6,27 m  | Armand Duplantis     | Zweden                         | 28 februari 2025 | Clermont-Ferrand |
| Verspringen          | 8,79 m  | Carl Lewis           | Verenigde Staten               | 27 januari 1984  | New York         |
| Hink-stap-springen   | 18,07 m | Hugues Fabrice Zango | Burkina Faso                   | 16 januari 2021  | Aubière          |
| Vrouwen              |         |                      |                                |                  |                  |
| Hoogspringen         | 2,08 m  | Kajsa Bergqvist      | Zweden                         | 4 februari 2006  | Arnstadt         |
| Polsstokhoogspringen | 5,03 m  | Jennifer Suhr        | Verenigde Staten               | 30 januari 2016  | Brockport        |
| Verspringen          | 7,37 m  | Heike Drechsler      | Duitse Democratische Republiek | 13 februari 1988 | Wenen            |
| Hink-stap-springen   | 15,74 m | Yulimar Rojas        | Venezuela                      | 20 maart 2022    | Belgrado         |

### Werpen
| Onderdeel   | Record  | Persoon            | Nationaliteit     | Datum            | Plaats    |
| ----------- | ------- | ------------------ | ----------------- | ---------------- | --------- |
| Mannen      |         |                    |                   |                  |           |
| Kogelstoten | 23,38 * | Ryan Crouser       | Verenigde Staten  | 18 februari 2023 | Pocatello |
| Vrouwen     |         |                    |                   |                  |           |
| Kogelstoten | 22,50   | Helena Fibingerová | Tsjecho-Slowakije | 19 februari 1977 | Jablonec  |

* Moet nog worden geratificeerd door World Athletics.

### Meerkamp
| Onderdeel | Record      | Persoon          | Nationaliteit    | Datum           | Plaats    |
| --- | ----------- | ---------------- | ---------------- | --------------- | --------- |
| Zevenkamp (mannen) | 6645 punten | Ashton Eaton     | Verenigde Staten | 9/10 maart 2012 | Istanboel |
| 6,79 (60 m), 8,16 m (verspringen), 14,56 m (kogelstoten), 2,03 m (hoogspringen), 7,68 (60 m horden), 5,20 m (polsstokspringen), 2.32,77 (1000 m) |             |                  |                  |                 |           |
| Vijfkamp (vrouwen) | 5055 punten | Nafissatou Thiam | België           | 3 maart 2023    | Istanboel |
| 8,23 s (60 m horden), 1,92 m (hoogspringen), 15,54 m (kogelstoten), 6,62 m (verspringen), 2.13,60 (800 m)                                        |             |                  |                  |                 |           |

### Snelwandelen
| Onderdeel           | Record   | Persoon              | Nationaliteit | Datum            | Plaats    |
| ------------------- | -------- | -------------------- | ------------- | ---------------- | --------- |
| Mannen              |          |                      |               |                  |           |
| 5000 m snelwandelen | 18.07,08 | Michail Sjtsjennikov | Rusland       | 14 februari 1995 | Moskou    |
| Vrouwen             |          |                      |               |                  |           |
| 3000 m snelwandelen | 11.40,33 | Claudia Stef         | Roemenië      | 30 januari 1999  | Boekarest |